# Chi Hoàng thất
Chi Hoàng thất (danh pháp khoa học: Erechtites) là một chi thực vật có hoa trong họ Cúc (Asteraceae).

## Loài
Chi Erechtites gồm các loài:
- Erechtites ambiguus DC.
- Erechtites elongata A.Gray
- Erechtites gardnerianus Cabrera
- Erechtites glabrescens Hook.f.
- Erechtites glomerata (Desf. ex Poir.) DC.
- Erechtites glomeratus (Desf. ex Poir.) DC.
- Erechtites goyazensis (Gardner) Cabrera
- Erechtites hieracifolia (L.) Raf.
- Erechtites hieraciifolia (L.) Raf. ex DC.
- Erechtites hieraciifolius (L.) Raf. ex DC.
- Erechtites ignobilis Baker
- Erechtites leptanthus (Phil.) Cabrera
- Erechtites minima (Poir.) DC.
- Erechtites minimus (Poir.) DC.
- Erechtites missionis Malme
- Erechtites missionum Malme
- Erechtites petiolatus Benth.
- Erechtites runcinatus (Less.) DC.
- Erechtites valerianae (Wolf) DC.
- Erechtites valerianifolia (Link ex Wolf) Less. ex DC.
- Erechtites valerianifolius (Wolf) DC.